# Psephenops mexicanus
Psephenops mexicanus is een keversoort uit de familie keikevers (Psephenidae). De wetenschappelijke naam van de soort werd in 2000 gepubliceerd door Arce-Perez & Novelo-Gutierrez.